# Cinéorama

El cinéorama és un procés de projecció cinematogràfic experimental que funciona a partir d'una pantalla circulatòria que projecta ajudant-se de deu projectors sincronitzats i que té la intenció de provocar en l'espectador en una experiència panoràmica. Va ser inventat pel francès Raoul Grimoin-Sanson, que va protegir l'invent l'any 1897. Va presentar el cinéorama per primera vegada a l'Exposició Universal de París (1900). L'expectació creada fou tan gran que va haver de suspendre'n la projecció per motius de seguretat.

## Història
El 1893 el Kinetoscopi de Thomas Edison havia estat provocant una especulació salvatge entre els inventors, enginyers i pensadors sobre el futur del teatre i la narració. Aquest invent permetia a un sol espectador veure una imatge en moviment a través d'un petit espiell a la part superior.
Als Estats Units, el dispositiu d'Edison va ser protegit amb els patents i advocats impressionants; però en altres parts del món no havia pogut protegir-lo. Així, fidel a l'esperit de l'època, un enginyer elèctric a Anglaterra s'estava fent nom per si mateix amb la producció de rèpliques de la màquina a base de dissenys piratejats. El seu nom era Robert Paul.
Raoul Sanson - un altre inventor francès - estava en un viatge a Anglaterra. Va ser part d'un petit però creixent grup d'entusiastes de cinema, que havia sentit parlar rèplica del kinetoscopi de Paul, així que va anar a la caça d'un. Quan els seus camins es van creuar finalment, Sanson va descobrir que Robert Paul no només estava construint rèpliques de kinetoscopis, sinó que estava treballant en una manera de projectar les imatges sobre una pantalla, una idea revolucionària que Sanson havia estat reflexionant.
Sense vacil·lar, Raoul Sanson va fer una comanda. Molta gent havia mirat a través de l'espiell per veure una imatge en moviment, però molt pocs havien imaginat que es projectaria la imatge sobre una paret. Raoul Sanson i Robert Paul havien parlat llargament sobre on es dirigia el món de la "imatge en moviment", comparant notes sobre les seves idees per a un futur visual. Paul va ser inspirat per la ciència-ficció del moment - HG Wells. Es va imaginar el públic envoltat d'imatges projectades per crear un "viatge d'imatge en moviment a través del temps i l'espai." Dècades abans de l'arribada de la indústria cinematogràfica, Paul va presentar una patent per a la seva idea. S'utilitzava tota classe de trucs, construccions i projeccions d'imatges de manera que el públic podria 'sentir una sensació física' de moure's a través del temps i l'espai, probablement va ser el primer visionari de la Realitat Virtual. Robert Paul va passar a inventar el primer projector de cinema comercial de Gran Bretanya, però la seva visió d'un "viatge d'imatge en moviment a través del temps' mai hauria arribat a dur-se a terme.
La reunió amb Paul debia haver estat inspiradora per Raoul Sanson. Va tornar a França amb possessió del seu propi kinetoscopi i immediatament va començar a treballar en el seu propi mètode per projectar les imatges sobre una pantalla. Menys d'un any més tard, s'havia aconseguit precisament això. Es va fer una demostració de la seva màquina Phototachygraphe als periodistes de tot França.
Era 1897. La combinació de dos tirs junts en alguna cosa semblant a 'una seqüència' ni tan sols era una realitat pensada, la indústria del cinema estava a dècades de distància. La "imatge en moviment" no estava al radar de ningú, només uns pocs pensadors burgesos havien parat atenció. I no obstant això, a França, Sanson estava imaginant un immersiu i increïble futur. L'obtenció d'imatges en moviment projectades en una pantalla era només el primer pas de la seva visió real. Les càmeres de cinema a penes estaven treballant, i ell ja estava pensant en la seva combinació. "Si és possible projectar en una sola pantalla, per què no és possible projectar en múltiples pantalles?". D'aquí a tres anys, els millors inventors, inversors, pensadors i emprenedors del món arribarien a París per la magnífica 'Exposició Universal' el 1900. Era destinat a marcar el començament d'un segle de progrés tecnològic. Sanson havia fet un nom per si mateix amb el dispositiu 'Photoachygraphe', i així, va convèncer alguns inversors per donar suport a la seva idea. El Cinéorama va néixer.
La seva idea consistia en què el públic havia de ser allotjat en una cistella d'un globus aerostàtic per a una reproducció a gran escala. Per sota de la cistella hi havia una sala de projecció feta a mida, que albergava 10 projectors sincronitzats disposats en un cercle. Cada un projectava sobre una pantalla gegant, sent el resultat final una enlluernadora imatge en moviment de 360 graus que envoltava un públic sorprès.
No obstant, hi va haver un problema a la sala de projecció. Per fer funcionar la màquina, l'operador de projecció s'allotjava en una caixa de fusta estreta al costat de 10 llums de projecció enormes i ineficients. En uns segons d'engegar la màquina, la temperatura a la sala de projecció es dispararia. Sorprenentment, l'operador de projecció va aconseguir tres dies de projeccions amb aplaudiments, però en el quart dia es va desmaiar, ocasionant preocupació a les autoritats per la possibilitat d'incendi.
Per a la companyia Cineroama de Sanson va ser un complet desastre. Un any després, la companyia estava totalment en bancarrota i el seu material va ser venut el 1901. Sanson va sortir de la indústria del cinema i es va endinsar a la indústria del suro, caient en l'oblit històric i cultural. Tot i això, mentre que la seva companyia podria haver mort, la idea de cinema immersiu havia nascut.

## Aspectes tècnics
El cinéorama consistia en 10 projectors de pel·lícula de 70mm, que es projectaven a 10 pantalles de 9x9m col·locades en un cercle de 360° al voltant de la plataforma de visionat.
La plataforma era una amplia cistella de globus capaç d'aguantar 200 espectadors, amb cordatge, llast, i la part més baixa d'una bossa de gas enorme. La pel·lícula pensada per ser mostrada es va crear ajuntant 10 càmeres amb un camí central sol, posant-les dins un globus real, i filmant el vol a mesura que el globus superava els 400 metres per sobre del Jardí de les Teuleries. Mentres es projectava la pel·lícula, l'experiència es va completar mostrant la mateixa pel·lícula enrere, per simular un descens. Algunes referències descriuen una experiència molt més llarga, implicant un viatge a Anglaterra, Espanya, i el Sàhara, però no queda clar si aquest pla complet es va realitzar.
El cinéorama va estar només tres dies a l'Exposició. El quart dia va ser tancat per la policia per raons de seguretat, ja que la calor extrema dels arcs de llum dels projectors, a la cabina sota l'audiència, havia causat que un treballador es desmaiés, i les autoritats es van preocupar per la possibilitat d'un foc mortífer. El cinéorama no es va tornar a mostrar mai més, però una versió moderna, el Cercle-Visió 360°, va ser introduïda a Disneyland al 1955 i continua en ús avui a altres propietats de Disney.